# Ghána világörökségi helyszínei
Ghána területéről eddig két helyszín került fel a világörökségi listára, hat helyszín a javaslati listán várakozik a felvételre.
| | Erődítmények és kastélyok, Volta, Accra, középső és nyugati régiók |
| 1979 |                                                                    |
| Kulturális (VI) |                                                                    |
| Hivatkozás: 34 |                                                                    |
| A Ghána partjainál épült kereskedelmi állomások Keta és Begin között helyezkednek el. Az 500 kilométeres partszakasz mentén álló épületek a térség gyarmati múltjának tanúi. Az erődítmények, paloták és kereskedelmi központok 1482 és 1786 között épültek, a legkorábbi erődöt, a Sao Jorge da Minét a portugálok emelték, hogy segítségével távol tartsák európai vetélytársaikat. 1505-ben megindult az Amerika felé irányuló rabszolga-kereskedelem, így megjelentek a más országból származó kereskedők és kalandorok is. Később az építkezések menete felgyorsult, és a 16., valamint a 18. század között számos új erődöt és kereskedőházat emeltek. Jelentős központ volt Accra városa, amit a 16. század végén alapítottak. A partszakasz stratégiailag fontos helyen terül el, ezért több alkalommal került portugál, spanyol, dán, svéd, holland, német és brit fennhatóság alá. Befolyását egészen a rabszolga-kereskedelem 1807-es betiltásáig megőrizte. Az erődök közül legjobb állapotban az 1630 után csaknem kizárólag a rabszolgák fogva tartására szolgáló Sao Jorge és a Cape Coast Castle maradtak fenn. |                                                                    |

| | Az asantik hagyományos építményei |
| 1980 |                                   |
| Kulturális (V) |                                   |
| Hivatkozás: 35 |                                   |
| Az építmények a 18. században fénykorát élő asanti civilizáció utolsó maradványai. Az akan népcsoporthoz tartozó ansantik a 18. század elejétől fokozatosan meghódították szomszédaik területeit, és egy bonyolult politikai rendszerrel rendelkező regionális nagyhatalommá váltak. Az arany- és rabszolga kereskedelemből meggazdagodott asantik elkeseredett ellenállást fejtettek ki a brit gyarmati erőkkel szemben és csak 1900 körül hódoltak be. Fővárosukat, Kumasit nagyrészt lerombolták, a szertartási helyeket, a lakónegyedeket elpusztították, és felégették a királyi mauzóleumot. Csak kevés hagyományos lakóház és templom maradt fenn, ezeknek nagy része is száz évnél fiatalabb. A házak építéséhez agyagot, vályogot, bambuszt, fát és vasat használtak fel. Az építmények vázát fából készítették, a fákat bambusszal erősítették egymáshoz, a tetőt pedig szalmával fedték le. A fő homlokzaton párkányokat és korlátokat alakítottak ki. A házak díszítése főleg geometrikus mintákból, virág- és állatmotívumokból áll. |                                   |

## Javasolt helyszínek
| Megnevezés                                      | Kép | Típus      | Kritérium        | Év   | Link |
| ----------------------------------------------- | --- | ---------- | ---------------- | ---- | ---- |
| Mole Nemzeti Park                               |     | Természeti | VII, VIII, IX, X | 2000 | 1391 |
| Tenzug - Tallensi települések                   |     | Kulturális | I, II, V, VI     | 2000 | 1392 |
| Navrongói katedrális                            |     | Kulturális | -                | 2000 | 1393 |
| Nzulezu cölöpházas település                    |     | Kulturális | I, II, V         | 2000 | 1394 |
| Északnyugat-Ghána kereskedelmi és zarándokútjai |     | Kulturális | I, II, III, IV   | 2000 | 1395 |
| Kakum Nemzeti Park                              |     | Természeti | VII, X           | 2000 | 1396 |